# Bogdan Curta
Bogdan Curta (né le 13 septembre 1982 à Cluj-Napoca, Roumanie) est un auteur-compositeur-interprète roumain de musique folk.